# Havi Lajos
Havi Lajos, Havy (Arad, 1854. – Szászrégen, 1917. április 7.) magyar színész, színházigazgató.

## Életútja
1875-ben lett színésszé, Sztupa Andornál Aradon. Debrecenben nagy sikere volt szerelmes ifjú szerepkörben. Egy időben a Népszínház ügyelője volt. 1884–1886 között nem volt szerződése, ezután a pesti Operában működött mint szertáros. 1889-től Debrecenben játszott, majd 1893–1897 között az Országos Színészegyesületnél dolgozott könyvelőként. 1903. május 9-én megnyitotta az Óbudai Kisfaludy Színházat, melyet 1903. december végéig igazgatott. 1905. november havától ügyelő volt a Király Színházban. 1905. április 11-én megülte 30 éves színészi jubileumát. 1914. március 5-én nyugalomba vonult.

## Családja
Első neje: Olajos Róza, színésznő, született 1851-ben, Mezőtúron. Színipályára lépett 1875-ben, ifj. Károlyi Lajosnál. Második neje: Szatmári Rózsi, született 1860-ban, Debrecenben. Színpadra lépett 1875-ben, ugyanott. Nyugalomba vonult 1909. december 27-én. Meghalt 1910. október 1-én, Budapesten.
Leányai: Havi Rózsi (egy időben Ernyei Emilné), született 1884. március 20-án, Debrecenben. Színésznő lett 1901. virágvasárnapján. Havi Etel, karénekesnő volt a Király Színházban.

## Fontosabb szerepei
- Orrondi (Shakespeare: Szentivánéji álom)
- Rochov (Millöcker: Koldusdiák)
- Czifra Jancsi (Szigeti J.: Viola)

## Működési adatai
1876–77: Sztupa Andor; 1878–79: Váradyné; 1879–81: Debrecen; 1881–82: Bényei István; 1882–84: Debrecen; 1888–89: Halmay Imre; 1889–91: Debrecen; 1892–93: Miskolczy Henrik; 1900–01: Szendrey.
Igazgatóként: 1897: Vác, Ipolyság, Léva, Aranyosmarót, Kiscell, Kőszeg, Körmend; 1897–98: Vác; 1898: Privigye, Érsekújvár, Nagytapolcsány, Ipolyság, Tata, Rákosszentmihály, Szentendre, Vác, Esztergom; 1898–99: Kőszeg; 1899: Sümeg, Keszthely, Zalaegerszeg, Körmend, Kapuvár, Somorja, Dunaszerdahely, Galánta, Szentendre, Vác, Privigy; 1899–1900: Nagytapolcsány; 1900: Galgóc, Szenic.